# Herb Górzna
Herb Górzna – jeden z symboli miasta Górzno i gminy Górzno w postaci herbu. Wizerunek herbowy znany jest od XV wieku.

## Wygląd i symbolika
Herbem miasta i gminy jest biała (srebrna) ryba (karp) umieszczona w pionie między kulkami barwy żółtej (złotej) na zielonej tarczy herbowej.